# Mad Mission 5
Série
Mad Mission 4 : Rien ne sert de mourir
(1986) New Mad Mission
(1997)
Pour plus de détails, voir Fiche technique et Distribution.
Mad Mission 5 (新最佳拍檔, San jui gaai paak dong) est un film hongkongais réalisé par Liu Chia-liang, sorti en 1989.

## Synopsis
Sam se bat cette fois-ci contre quatre lascars essayant de récupérer une épée ancestrale, dérobée par un gang de voleurs d'objets d'art.

## Fiche technique
- Titre : Mad Mission 5
- Titre original : 新最佳拍檔 (San jui gaai paak dong)
- Réalisation : Eric Tsang
- Scénario :Chang Kwok-tse
- Production : Karl Maka
- Société de production : Cinema City Enterprises
- Musique :
- Photographie :
- Montage :
- Décors :
- Pays :  Hong Kong
- Genre : Action, comédie
- Durée : 103 minutes
- Lieux de tournage : Hong Kong
- Format : couleurs - son : mono - 2.35:1
- Budget :
- Dates de sortie : 
  - Hong Kong : 28 janvier 1989
  - Taïwan : 6 février 1989
  - Corée du Sud : 12 août 1989
  - Allemagne de l'Ouest : février 1990 (sortie vidéo en avant-première)

## Distribution
- Sam Hui : King Kong
- Karl Maka : Albert Au
- Leslie Cheung : Frère Thief
- Ellen Chan : Ellen
- Nina Li Chi : Sœur Thief
- Roy Cheung : roi meurtrier
- Tat-wah Cho : Wah
- Willie Doxan
- Deborah Grant (en) : Deborah
- Conan Lee : Rambo chinois
- Melvin Wong : Thug
- Fennie Yuen : Nièce d'Albert